# Павонкув (гміна)
Гміна Павонкув (пол. Gmina Pawonków) — сільська гміна у південній Польщі. Належить до Люблінецького повіту Сілезького воєводства.
Станом на 31 грудня 2011 у гміні проживало 6559 осіб.

## Територія
Згідно з даними за 2007 рік площа гміни становила 118.74 км², у тому числі:
- орні землі: 47.00%
- ліси: 45.00%

Таким чином, площа гміни становить 14.44% площі повіту.

## Населення
Станом на 31 грудня 2011:
| Опис     | Загалом | Загалом | Чоловіки | Чоловіки | Жінки | Жінки |
| -------- | ------- | ------- | -------- | -------- | ----- | ----- |
| одиниця  | осіб    | %       | осіб     | %        | осіб  | %     |
| все      | 6559    | 100     | 3255     | 49.63    | 3304  | 50.37 |
| міське   | 0       | 100     | 0        |          | 0     |       |
| сільське | 6559    | 100     | 3255     | 49.63    | 3304  | 50.37 |

## Сусідні гміни
Гміна Павонкув межує з такими гмінами: Добродзень, Завадзьке, Кохановіце, Крупський Млин, Люблінець, Цясна.